# Rosenlund, Sundsvall
Rosenlund är ett bostadsområde med villabebyggelse norr om Skönsberg och strax söder om Gärdehov i Sundsvall. Området omfattar tre gator: Dalgränd, Viktorsvägen och nordligaste delen av Skönsbergsvägen.